# Muradnagar (India)
Muradnagar (o Muravnagar) è una suddivisione dell'India, classificata come municipal board, di 74.080 abitanti, situata nel distretto di Ghaziabad, nello stato federato dell'Uttar Pradesh. In base al numero di abitanti la città rientra nella classe II (da 50.000 a 99.999 persone).

## Geografia fisica
La città è situata a 28° 46' 60 N e 77° 30' 0 E e ha un'altitudine di 214 m s.l.m..

## Società

### Evoluzione demografica
Al censimento del 2001 la popolazione di Muradnagar assommava a 74.080 persone, delle quali 39.580 maschi e 34.500 femmine. I bambini di età inferiore o uguale ai sei anni assommavano a 9.844, dei quali 5.923 maschi e 3.921 femmine. Infine, coloro che erano in grado di saper almeno leggere e scrivere erano 39.501, dei quali 24.303 maschi e 15.198 femmine.